# غلين سيبورغ
غلين سيبورغ (Glenn Theodore Seaborg) (19 أبريل 1912 - 25 فبراير 1999) كان كيميائيًا أمريكيًا شارك في تركيب واكتشاف ودراسة عشرة من عناصر ما بعد اليورانيوم، ما أكسبه حصة من جائزة نوبل في الكيمياء لعام 1951. أدى عمله في هذا المجال أيضًا إلى تطويره لمفهوم الأكتينيد وترتيب سلسلة الأكتينيدات في الجدول الدوري للعناصر.
قضى سيبورغ معظم حياته المهنية كمدرّس وعالم أبحاث في جامعة كاليفورنيا، بركلي، حيث عمل كأستاذ، وأصبح ثاني مستشار للجامعة بين عامي 1958 و1961. نصح عشرة رؤساء أميركيين -بدءًا من هاري ترومان ووصولًا إلى بيل كلينتون- بشأن السياسة النووية وكان رئيسًا لهيئة الطاقة الذرية الأمريكية من عام 1961 حتى عام 1971، إذ كان داعمًا للطاقة النووية التجارية والتطبيقات السلمية للعلوم النووية. طوال حياته المهنية، عمل سيبورغ في مجال الحد من التسلح. كان أحد الموقعين على تقرير فرانك وساهم في معاهدة الحظر الجزئي للتجارب النووية ومعاهدة الحد من انتشار الأسلحة النووية ومعاهدة الحظر الشامل للتجارب النووية. كان من المؤيدين البارزين لنشر العلوم والتمويل الفيدرالي للبحوث البحتة. قرب نهاية حكم الرئيس أيزنهاور، كان المؤلف الرئيسي لتقرير سيبورغ حول العلوم الأكاديمية، وباعتباره عضوًا في اللجنة الوطنية للتميز في التعليم في فترة رئاسة رونالد ريغان، كان مساهمًا رئيسيًا في تقرير عام 1983 تحت عنوان «أمة في خطر».
كان سيبورغ المكتشف الرئيسي أو المشارك لعشرة عناصر: بلوتونيوم، أمريسيوم، كوريوم، بركيليوم، كاليفورنيوم، أينشتاينيوم، فيرميوم، مندليفيوم، نوبليوم والعنصر 106، والذي أُطلق عليه اسم سيبورغيوم، بينما كان ما يزال على قيد الحياة، تكريمًا له. قال حول هذه التسمية، «هذا أعظم تكريم مُنح لي على الإطلاق -وهو، باعتقادي، أفضل من الفوز بجائزة نوبل. قد يتساءل طلاب الكيمياء المستقبليون أثناء دراسة الجدول الدوري، حول سبب تسمية العنصر نسبةً لي، ويرغبون بمعرفة المزيد عن عملي». اكتشف أيضًا أكثر من 100 نظير لعناصر ما بعد اليورانيوم ويُنسب إليه مساهمات مهمة في كيمياء البلوتونيوم، كجزء من مشروع مانهاتن، إذ طور عملية الاستخلاص المستخدمة لعزل وقود البلوتونيوم للقنبلة الذرية الثانية. في بداية حياته المهنية، كان رائدًا في الطب النووي واكتشف نظائر للعناصر ذات تطبيقات هامة في تشخيص وعلاج الأمراض، بما في ذلك نظير اليود 131، الذي يستخدم في علاج مرض الغدة الدرقية. بالإضافة إلى عمله النظري في تطوير مفهوم الأكتينيد، والذي وضع سلسلة الأكتينيدات أسفل سلسلة اللانثانيدات في الجدول الدوري، افترض وجود عناصر فائقة الثقل في سلسلة عناصر ما بعد الأكتينيدات وسلسلة الأكتينيدات الفائقة.
بعد مقاسمته جائزة نوبل في الكيمياء لعام 1951 مع إدوين ماكميلان، حصل على 50 دكتوراه فخرية والعديد من الجوائز والتكريمات الأخرى. تتراوح قائمة الأشياء التي تحمل اسم سيبورغ من العنصر الكيميائي سيبورغيوم إلى الكويكب سيبورغ 4856. كان مؤلفًا وكتب العديد من الكتب بالإضافة إلى 500 مقال صحفي، غالبًا بالتعاون مع آخرين. أُدرج اسمه في موسوعة غينيس للأرقام القياسية باعتباره صاحب أكبر عدد مرات تسجيل في دار هوز هو في أمريكا للنشر.

## النشأة
ولد غلين ثيودور سيبورغ في إشبيمينغ، ميشيغان، في 19 أبريل عام 1912، وهو ابن هيرمان ثيودور (تيد) وسيلما أوليفيا إريكسون سيبورغ. كان لديه أخت واحدة، تدعى جانيت، وكانت تصغره بعامين. كانت عائلته تتحدث السويدية في المنزل. عندما كان غلين سيبورغ صبيًا، انتقلت العائلة إلى مقاطعة لوس أنجلوس، كاليفورنيا، واستقرت في منطقة تسمى هوم غاردنز، ضُمت لاحقًا إلى سوث غيت، كاليفورنيا. في هذه الفترة، غير غلين تهجئة اسمه الأول من Glen إلى Glenn.
احتفظ سيبورغ بدفتر يوميات من عام 1927 حتى تعرض لسكتة دماغية في عام 1998. عندما كان شابًا، كان سيبورغ متابعًا شغوفًا للرياضة وعاشقًا للأفلام. شجعته والدته على أن يصبح محاسبًا لأنها شعرت أن اهتماماته الأدبية غير عملية. لم يهتم بالعلوم حتى سنته الأولى عندما ألهمه دوايت لوغان ريد، وهو مدرس الكيمياء والفيزياء في مدرسة ديفيد ستار جوردان الثانوية في منطقة واتس. 

## العمل الرائد في الكيمياء النووية
بقي سيبورغ في جامعة كاليفورنيا، بركلي، لمتابعة أبحاث ما بعد الدكتوراه. تابع عمل فردريك سودي في البحث عن النظائر وساهم في اكتشاف أكثر من 100 نظير للعناصر. باستخدام أحد سيكلوترونات (مسرعات دورانية) لورانس المتطورة، ابتكر جون ليفينغهود وفريد فيربروثر وسيبورغ نظيرًا جديدًا للحديد وهو الحديد-59 في عام 1937. كان الحديد-59 مفيدًا في دراسات الهيموغلوبين في دم الإنسان. في عام 1938، تعاون ليفينغهود وسيبورغ (كما فعلوا لمدة خمس سنوات) لإنشاء نظير هام لليود، هو اليود-131، والذي ما يزال يستخدم لعلاج مرض الغدة الدرقية. (بعد عدة سنوات، كان له الفضل في إطالة عمر والدة سيبورغ). نتيجةً لهذه المساهمات وغيرها، يُعتبر سيبورغ رائدًا في الطب النووي وهو أحد أكثر مكتشفي النظائر بروزًا.

## المساهمات العلمية خلال مشروع مانهاتن
في 19 أبريل عام 1942، وصل سيبورغ إلى شيكاغو وانضم إلى مجموعة الكيمياء في المختبر الميتالورجي لمشروع مانهاتن في جامعة شيكاغو، حيث عمل إنريكو فيرمي ومجموعته فيما بعد على تحويل اليورانيوم 238 إلى بلوتونيوم 239 في تفاعل نووي متسلسل مضبوط. تمثل دور سيبورغ في معرفة كيفية استخلاص القدر الضئيل من البلوتونيوم من كتلة اليورانيوم. عُزل البلوتونيوم-239 بكميات مرئية باستخدام تفاعل تحول نووي في 20 أغسطس عام 1942، وقيس وزنه في 10 سبتمبر عام 1942، في مختبر سيبورغ في شيكاغو. كان مسؤولًا عن العملية الكيميائية متعددة المراحل التي ركزت على فصل وتكثيف وعزل البلوتونيوم. طُورت هذه العملية بشكل أكبر في مخبر كلينتون الأشغال الهندسية في أوك ريدج، تينيسي، ثم دخلت الإنتاج على نطاق واسع في مخبر هانفورد للأشغال الهندسية، في ريتشلاند، واشنطن.

## الجوائز
- جائزة نوبل في الكيمياء (1951) مناصفة مع إدوين ماكميلان
- وسام بيركن (1957)
- وسام فرنكلن (1963)
- قلادة بريستلي (1979)

## روابط خارجية
- غلين سيبورغ على موقع الموسوعة البريطانية (الإنجليزية)
- غلين سيبورغ على موقع مونزينجر (الألمانية)
- غلين سيبورغ على موقع إن إن دي بي (الإنجليزية)